# Hydrablabes
Genre
Hydrablabes est un genre de serpents de la famille des Natricidae. 

## Répartition
Les espèces de ce genre sont endémiques de Bornéo.

## Liste d'espèces
Selon The Reptile Database (6 septembre 2013) :
- Hydrablabes periops (Günther, 1872)
- Hydrablabes praefrontalis (Mocquard, 1890)

## Publication originale
- Boulenger, 1891 : Remarks on the herpetological fauna of Mount Kina baloo, North Borneo. Annals and magazine of natural history, sér. 6, vol. 7, p. 341-345 (texte intégral).